# Gouverneurswahlen in den Vereinigten Staaten 1800
Die Gouverneurswahlen in den Vereinigten Staaten wurden 1800 in 11 Bundesstaaten mit den Parlaments-, Senats- und Präsidentschaftswahlen abgehalten.
Sechs Gouverneure wurden durch Volksabstimmung und fünf von den Legislaturen der Bundesstaaten gewählt.

## Ergebnisse
| Bundesstaat                                 | Wahldatum                              | Wahlsieger            | Partei                                 | Ergebnis                               | Gegnerische Kandidaten |
| ------------------------------------------- | -------------------------------------- | --------------------- | -------------------------------------- | -------------------------------------- | --- |
| Connecticut                                 | 10. April 1800                         | Jonathan Trumbull jr. | Föderalistische Partei                 | Wiedergewählt, 5.544 (100,00 %)        | |
| Kentucky                                    | 6.–8. August 1800                      | James Garrard         | Demokratisch-Republikaner              | Wiedergewählt, 8.390 (39,40 %)         | Christopher Greenup (Demokratisch-Republikaner), 6.745 (31,67 %), Benjamin Logan (Demokratisch-Republikaner), 3.995 (18,76 %) Thomas Todd (Demokratisch-Republikaner), 2.166 (10,17 %) |
| Maryland (Wahl durch den Gesetzgeber)       | 10. November 1800                      | Benjamin Ogle         | Föderalistische Partei                 | Wiedergewählt, einstimmig              | |
| Massachusetts                               | 7. April 1800                          | Moses Gill            | Föderalistische Partei                 | Besiegt, 2.019 (5,17 %)                | Caleb Strong (Föderalist), 19.630 (50,26 %) Elbridge Gerry (Demokratisch-Republikaner), 17.019 (43,57 %) Streuung 391 (1,00 %)                                                         |
| New Hampshire                               | 11. März 1800                          | John Taylor Gilman    | Föderalistische Partei                 | Wiedergewählt, 10.362 (61,82 %)        | Timothy Walker (Demokratisch-Republikaner), 6.039 (36,03 %) Streuung 361 (2,15 %) |
| New Jersey (Wahl durch den Gesetzgeber)     | 30. Oktober 1800                       | Richard Howell        | Föderalistische Partei                 | Wiedergewählt, einstimmig              | |
| North Carolina (Wahl durch den Gesetzgeber) | 26. November 1800                      | Benjamin Williams     | Föderalistische Partei                 | Wiedergewählt, 127 Stimmen             | Joseph Taylor (Demokratisch-Republikaner), 26 Stimmen John B. Ashe (Demokratisch-Republikaner) 17 Stimmen                                                                              |
| Rhode Island                                | 2. April 1800                          | Arthur Fenner         | Demokratisch-Republikaner/County Party | Wiedergewählt. Rücksendungen verloren. | |
| South Carolina (Wahl durch den Gesetzgeber) | 4. Dezember 1800 oder 5. Dezember 1800 | John Drayton          | Demokratisch-Republikaner              | Wiedergewählt, „Mehrheit von 18“       | |
| Vermont                                     | 2. September 1800                      | Isaac Tichenor        | Föderalistische Partei                 | Wiedergewählt, 6.444 (63,41 %)         | Israel Smith (Demokratisch-Republikaner), 3.339 (32,85 %) Streuung 380 (3,74 %) |
| Virginia (Wahl durch den Gesetzgeber)       | 7. Dezember 1800                       | James Monroe          | Demokratisch-Republikaner              | Wiedergewählt, „mit großer Mehrheit“   | |